# Hóa thân James Bond trên màn ảnh
Sĩ quan Hải quân Hoàng gia Anh James Bond – mật danh 007 – là một nhân vật hư cấu do nhà báo kiêm tiểu thuyết gia người Anh Ian Fleming sáng tạo vào năm 1952. Nhân vật đã xuất hiện trong sê-ri các bộ sưu tập 12 cuốn tiểu thuyết và 2 truyện ngắn do Fleming viết cũng như một số tiểu thuyết tiếp nối và các tác phẩm ăn theo sau khi Fleming qua đời vào năm 1964. Đã có tổng cộng 26 bộ phim điện ảnh được sản xuất từ năm 1962 đến năm 2015.
Fleming miêu tả Bond là một điệp viên cao to, lực lưỡng và đẹp trai, có độ tuổi rơi vào khoảng 30 hoặc 40; anh có rất nhiều tật xấu như uống rượu, hút thuốc, đánh bạc, xài nhiều xế hộp hạng sang và quyến rũ phụ nữ. Anh còn là một thiện xạ xuất chúng và được trang bị kĩ năng đánh cận chiến tay không, trượt tuyết, bơi lội và đánh golf. Trong khi Bond giết người thì anh không hề tỏ ra do dự hay hối tiếc, anh thường chỉ giết khi nhận được mệnh lệnh, trong lúc tự vệ hoặc đôi khi là để trả thù.
Có tổng cộng 7 diễn viên từng thủ vai Bond trên màn ảnh lớn. Sau màn hóa thân của Connery, David Niven, George Lazenby, Roger Moore, Timothy Dalton, Pierce Brosnan và Daniel Craig lần lượt kế nhiệm vai diễn. Ba phiên bản trên màn ảnh đã giữ lại nhiều nét chân dung mà Fleming mô tả, dù cho một số quan điểm kém hợp thời của Bond đã bị khai trừ như phân biệt chủng tộc, ác cảm với người đồng tính hay duy trì dịch vụ hầu gái; và trong các bộ phim gần đây là hút thuốc lá. Mặc dù là cùng hóa thân một nhân vật, đã có những nét khác biệt đáng kể giữa các vai diễn. Daniel Craig hiện đang là người đảm nhiệm vai Bond trong sê-ri dài kì của Eon, và đã bốn lần thủ vai này tính đến tác phẩm mới nhất mà Craig góp mặt, Spectre khởi chiếu vào tháng 10 năm 2015.